# Церковь Никиты Мученика (Великий Новгород)
Церковь Ники́ты Му́ченика — православный храм в Великом Новгороде, расположенный на Большой Московской улице, на территории исторического Плотницкого конца. В 130 м к юго-востоку расположена церковь Фёдора Стратилата на Ручью.

## История
Храм был возведён в промежутке между 1555 и 1562 годом на месте более древней постройки. Летописные сообщения позволяют понять, что церковь Никиты Мученика стояла около Государева двора Ивана Грозного. Возможно также, что она была возведена по его распоряжению.
В 1571 году Иван Грозный с сыновьями Иваном и Фёдором побывал на Государевом дворе на Никитиной улице. От построек самого Государева двора не сохранилось никаких следов. Однако в ходе археологических исследований на примыкающих территориях на значительной глубине были обнаружены остатки весьма крупных деревянных сооружений.

Новгородская первая летопись упоминает о церкви Никиты на Никитиной улице под 6876 (1368) годом в связи с великим пожаром, охватившим в мае Плотницкий конец:363—375. Под 6914 (1406) годом в летописи также есть запись о постройке в Новгороде трёх новых церквей:391—404:
Поставлены быша 3 церкви: Рожество святого Иоана Предтеця в Ростькинѣ монастыри, и святыи Петръ и Павелъ в Неревьском конци, и святого Никиту въ Плотничкомъ концѣ.
Несмотря на внушительные размеры, церковь Никиты сохранилась не полностью. В прошлом это был трёхнефный шестистолпный, предположительно пятиглавый храм. Ни древние своды, заменённые позже деревянными перекрытиями, ни малые купола не сохранились. На уровне подклета с трёх сторон здание опоясывала галерея-гульбище на столбах, связанных аркадами.

## Описание архимандрита Макария
Архимандрит Макарий (Миролюбов) в своём описании церковных древностей Новгорода сообщал, что церковь, согласно церковным записям, была построена в 1378 году. В 6914 (1406) году при архиепископе Иоанне прихожане поставили цековь камену, которая простояла 108 лет. В 7063 (1555) году начаша делати на Никитине церковь камену великую. За постройку рабочим было выплачено 45 рублей и три деньги. В 1556 году при архиепископе Пимене, в правление Ивана Грозного новый храм был освящён.
В 1722 году с запада был пристроен притвор (воссоздан в ходе последней реставрации 2000-х годов). Позднее церковь пришла в большую ветхость. В связи с этим в последующее восстановление своды были заменены накатником. Церковь была вновь освящена в 1813 году.
В XVII веке по уставу Софийского собора в день Святого великомученика Никиты совершался крестный ход из собора в церковь, где проходила также архиерейская служба.

## Архитектура
Будучи построена по царскому заказу, церковь Никиты Мученика, как в общей композиции, так и в декоративных частностях отмечена новым для Новгорода того времени влиянием московского зодчества. К северо-западному углу основного массива здания примыкает небольшой однокупольный объём — придел Николы. На юго-восточном углу, в один ряд с апсидами расположена массивная колокольня. В её нижнем этаже размещалась церковь-придел, упомянутая в источниках как «Феодосий под колоколы».
В противоположность новгородским постройкам XV века, наличие подклета под зданием подчёркнуто не только карнизом, но и двумя ярусами декоративных арок на апсидах. На восточном фасаде здания хорошо сохранился декор апсид плоскими пилястрами, стянутыми небольшими килевидными арками.

## Современность
В советское время до начала 1980-х годов церковное здание занимал Новгородский шахматный клуб. В 1999 году были начаты обширные наружные реставрационные работы. В 2002—2004 годах были проведены археологические раскопки близ церкви (древние Никитина и Маницына улицы); новый раскоп площадью ок. 640 м² и со средневековым культурным слоем 2,5 м получил название «Никитинский раскоп» в честь церкви Никиты Мученика. Изучено более 100 строений, сделано 6300 индивидуальных (немассовых) находок (в том числе 11 берестяных грамот и 23 актовые печати). Среди берестяных грамот Никитинского раскопа, датируемых концом XIV — серединой XV века, — деловая переписка новгородских посадников и тысяцких, семейные распоряжения, литературное произведение (заговор от лихорадки).
В 2010 году церковь Никиты была включена в Федеральную программу «Культура России». Однако восстановление, затянувшееся на долгие годы (якобы из-за недостаточного финансирования) доведено до конца не было. По сведениям на конец 2011 года, здание облюбовали для ночлега бездомные. Храм неоднократно загорался, при пожаре в марте 2011 года в церкви был найден обгоревший труп человека без определённого места жительства. По окончании реставрации предполагается передать объект в ведение Новгородской епархии.